# Узбекистан (ресторан)
Ресторан «Узбекистан» — ресторан, находящийся в Тверском районе Центрального административного округа города Москвы на Неглинной улице, д. 29, стр. 5.

## История
Исторически на месте ресторана находился трактир, который, по имеющимся данным, в начале 20 в. был продан, здесь открылось французское кафе. Впоследствии в здании находилась офицерская столовая, которая была закрыта в 1951 году. По инициативе Министерства торговли Узбекской ССР был открыт ресторан «Узбекистан». Помимо ресторана, функционировал также отдел кулинарии, в котором посетители могли приобрести некоторые блюда, взяв их с собой. В 1997 году ресторан вошел в крупную сеть, была проведена реконструкция здания и интерьера, ресторан разделен на два самостоятельных заведения.
Среди посетителей ресторана были Борис Ельцин, Людмила Гурченко, Владимир Высоцкий и др. Упоминания о ресторане имеются в литературных произведениях, например, в стихотворении Е. А. Евтушенко «Сквер величаво листья осыпал».

## Архитектура
Современное кирпичное двухэтажное здание ресторана известно с 1902 года. Известный фасад, относящийся к 1950-м годам, решен в ориентальном стиле, был обильно декорирован национальными орнаментами, частично в оформлении фасада была использована плитка, имелось орнаментальное мозаичное панно. В настоящее время фасад здания частично изменён, переделан и интерьер. Особенностью интерьера являются массивные деревянные двери, декорированные резьбой, а также использование выполненных в технике мозаики орнаментов в оформлении стен и арок, богато украшенных люстр, а также резной мебели.

## Кухня
Ресторан «Узбекистан» был одним из первых ресторанов среднеазиатской кухни в Москве. В настоящее время помимо этого предлагаются также блюда арабской, закавказской кухни, а также некоторые другие.